# Situmulya
Situmulya is een bestuurslaag in het regentschap Lebak van de provincie Banten, Indonesië. Situmulya telt 2620 inwoners (volkstelling 2010).